# Culex tauffliebi
Culex tauffliebi är en tvåvingeart som beskrevs av Geoffroy och Herve 1976. Culex tauffliebi ingår i släktet Culex och familjen stickmyggor.
Artens utbredningsområde är Centralafrikanska republiken. Inga underarter finns listade i Catalogue of Life.